# Папуга-віхтьохвіст сулавеський
Папуга-віхтьохвіст сулавеський (Prioniturus platurus) — вид папугоподібних птахів родини Psittaculidae. Ендемік Індонезії.

## Опис
Довжина птаха становить 28 см, вага 220 г, довжина крила 16,6-18,7 см. Забарвлення переважно зелене, горло, груди і живіт жовтувато-зелені. На тімені рожевувато-червона пляма, за якою іде сизувато-сіра пляма. На верхній частині спини є оранжево-жовтий "комірець". Першорядні покривні пера крил тьмяно-сірі, другорядні покривні пера зеленувато-блакитні з жовтуватими краями, нижні покривні пера крил і хвоста зеленувато-блакитні. Стернові пера зелені з чорними і синіми кінчиками, два центральних стернових пера видовжені, мають голі стрижні, на кінці у них чорнувато-зелені "віхті". Навколо очей вузькі сіруваті кільця. Дзьоб світло-сизувато-роговий, на кінці чорнуватий. Райдужки темно-карі, лапи світло-сірі. У самиць плями на тімені і "комір" на спині відсутні, верхні покривні пера крил більш зелені, хвіст коротший. Забарвлення молодих птахів подібне до забарвлення самиць, однак центральні стернові пеера у них звичайні.

## Підвиди
Виділяють три підвиди:
- P. p. talautensis Hartert, E, 1898 — острови Талауд[en];
- P. p. platurus (Vieillot, 1818) — Сулавесі і сусідні острови;
- P. p. sinerubris Forshaw, 1971 — острови Таліабу і Манґоле[en] (архіпелаг Сула[en]).

## Поширення і екологія
Сулавеські папуги-віхтьохвости живуть у вологих рівнинних і гірських тропічних лісах, в садах і на плантаціях. Зустрічаються невеликими зграйками, на висоті до 3000 м над рівнем моря. Живлятся насінням і плодами. Гніздяться в дуплах дерев.